# Rony Brauman
Rony Brauman (Jerusalén, Israel, 19 de junio de 1950) es un médico francés de origen israelí, especialista en enfermedades tropicales. Es conocido por su labor humanitaria.
Entre los años 1960 al 1975 estudió a la escuela Lakanal de Sceaux, más tarde, recibió el doctorado en enfermedades tropicales, salud pública, y epidemiología de la Facultad de Medicina de Cochin Port-Royal de París.
Entre el 1975 y 1978 obtuvo un cargo como doctor de un barco. Después trabajó como doctor de campo trayendo a la vez las localidades de Benín y Yibuti. Desde el 1978 al 1982, como doctor y coordinador de Médicos Sin Fronteras, estuvo al cargo de muchas misiones de campo, principalmente en lugares y situaciones de conflictos armados y campos de refugiados.
Instaló programas de asistencia médica y de cirugía en Asia, África y América Central. Entre 1982 a 1994, como presidente de Médicos Sin Fronteras, dirigió las operaciones generales de manera eficaz. La organización pudo multiplicar su actividad y presupuesto diez veces en sólo 12 años. Del 1994 al 1997, el Doctor Brauman enseñó en el Instituto de Estudios Políticos en París y trabajó como director de investigación en la Fundación de Médicos Sin Fronteras. 
Publicó varios trabajos: L’acción humanitaria (1995), Humanitario: el dilema (1996), Los medios humanitarios (1996). Es miembro de la Comisión Nacional Consultiva de los Derechos Humanos. Brauman recibió el Premio de Henry Dunant al 1997, resaltando la dedicación con la cual, como Henry Dunant, fue capaz de superar numerosos obstáculos y establecer Médicos Sin Fronteras y Libertad Sin Fronteras para trabajar por la causa de la dignidad humana.